# 中国产经新闻
《中国产经新闻》（英語：China Industrial Economy News）是中华人民共和国的一份综合性经济报纸。报纸前身是创刊于1996年7月2日的《中国资产新闻报》，原为中国财政部国有资产管理局的机关报，后改属新闻出版总署，并于2000年更名为《中国产经新闻》。2003年起由共青团中央主管。
《中国产经新闻》原为周二刊，现每周五刊（每周二、三、四、五、六出版），分综合新闻、产业新闻、区域新闻和专题新闻等版块，读者群以产经、财经人士为主。